# Polemos
Polemos (in greco antico: Πόλεμος?), nella mitologia greca, era il demone della guerra, padre di Alalà, personificazione del grido di battaglia. Faceva parte del gruppo di entità guerresche che infestavano i campi di battaglia, tra le quali, oltre alla figlia Alala, c'erano il dio della guerra Ares, le Makhai, gli Hysminai, le Androctasie, Enio, Eris e le Chere.
Secondo alcuni studiosi, Polemos non sarebbe un'entità a sé stante, ma si tratterebbe di uno degli epiteti di Ares.
Da polemos deriva la parola italiana "polemica".

## In filosofia
Eraclito, annoverato tra i primi fondatori di una logica degli opposti, faceva di polemos, cioè del conflitto inteso come opposizione tra realtà ideali, la legge che governa il mondo: «Polemos è padre di tutte le cose, di tutte re; e gli uni disvela come dèi e gli altri come uomini, gli uni fa schiavi gli altri liberi».